# الکساندر لوتلیه
الکساندر لوتلیه (فرانسوی: Alexandre Letellier‎؛ زادهٔ ۱۱ دسامبر ۱۹۹۰) دروازه‌بان فوتبال اهل فرانسه است.
از باشگاه‌هایی که در آن بازی کرده‌است می‌توان به آنژه، یانگ بویز، تروا و پاری سن-ژرمن اشاره کرد.